# Ai o tomenaide
Singles de Kumi Kōda
4 TIMES
(2011) Love Me Back
(2011)
Ai o tomenaide (愛を止めないで) est le 51e single de Kumi Kōda sorti sous le label Rhythm Zone le 21 septembre 2011 au Japon. Il arrive 6e à l'Oricon. Il se vend à 30 828 exemplaires la première semaine et reste classé huit semaines pour un total de 43 969 exemplaires vendus en tout. Il sort au format CD, CD+DVD, CD Movie Version.
Ai wo Tomenaide a été utilisé comme thème musical pour le film Second Virgin. Le CD Movie contient une nouvelle version de la chanson Anata Dake ga qui était le thème du drama précédant le film Second Virgin. Ai wo Tomenaide et une version acoustique de You are not alone se trouvent sur l'album Japonesque.

## Liste des titres
| 1. | Ai o tomenaide (愛を止めないで) | 5:29 |
| 2. | You are not alone               | 3:51 |

| 1. | Ai o tomenaide (愛を止めないで) |  |
| 2. | You are not alone               |  |

| 1. | Ai o tomenaide (愛を止めないで)                  | 5:29 |
| 2. | Anata dake ga (Strings Version) (あなただけが)   | 4:47 |
| 3. | Anata dake ga (Music Box Version) (あなただけが) | 3:50 |